# NGC 2459
NGC 2459 — группа звёзд или рассеянное звёздное скопление в созвездии Малого Пса. Объект открыт 26 декабря 1785 года Уильямом Гершелем, который сделал такое описание: «Подозревается. Чрезвычайно тусклый, очень маленький, немного вытянутый». В некоторых источниках утверждается, что NGC 2459 является лишь случайно оказавшейся вблизи луча зрения группой звёзд — астеризмом. В других источниках объект классифицируется как действительно существующее рассеянное скопление.
Этот объект входит в число перечисленных в оригинальной редакции «Нового общего каталога».
NGC 2459 хорошо видно в любительский телескоп при большом увеличении; объект выглядит как небольшое размытое пятно света с тремя разрешаемыми звездами. Дрейер описал объект как «лишь небольшое скопление очень слабых звезд».
Возраст скопления составляет 1,6 млрд лет, расстояние от Солнца 1300 пк.